# Ibn Sida
Abū-l-Hasan `Alī ibn Ismā`īl al-Mursī al-Andalusi al-lugawī (Murcia, c. 1007 - Denia, 25 de marzo de 1066), conocido como Ibn Sida y «El Ciego de Murcia», fue un eminente filólogo lexicógrafo andalusí.
Ciego de nacimiento, y de padre ciego también, estudió con Umar al-Talamanqui y Said al-Bagdadi, fue admirado por su gran memoria y trabajó bajo la protección de los reyes taifas de Denia Al-Muwaffaq y su heredero Ali Iqbal al-Dawla.
Su obra capital es su diccionario enciclopédico árabe escrito en diecisiete volúmenes titulado Kitab al-Mujassas (Diccionario de términos especializados), que recopilaba en gran medida la lexicografía árabe anterior, aunque con una ingente adición de términos de todos los campos del saber. Así, los volúmenes II, XI y XIII recogen conceptos relacionados con la música y sus instrumentos en la cultura árabe.